# Тамбуканське озеро
Тамбука́нське о́зеро — гірко-солоне озеро на Північному Кавказі, розташоване за 12 км на південний схід від П'ятигорська на межі з Кабардино-Балкарією.
- Площа 1,87 км; глибина від 1,5 до 3,1 м.
- На дні озера під ропою залягає потужний шар мулу. Ропа озера — сульфатно-хлоридно-натрієво-магнієва з мінералізацією 50—60 г/л. Озеро служить джерелом лікувальної сульфідної грязі, яка використовується в санаторіях[ru] Кавказьких Мінеральних Вод і експортується. За 2 км на південь від озера на річці Етока розташовано село Етока Предгірного району Ставропольського краю.